# Bodystorming
Bodystorming é uma técnica criativa utilizada no design de interação para fomentar ideias.
O conceito é imaginar e interagir com o objeto como se ele já existisse, às vezes utilizando objetos improvisados para tentar chegar a soluções.